# Gäufelden
Gäufelden là một thị xã nằm ở huyện Böblingen, thuộc bang Baden-Württemberg của Đức.